# Redon
Redon (Redon in gallo) è un comune francese di 8 889 abitanti situato nel dipartimento dell'Ille-et-Vilaine nella regione della Bretagna.

## Società

### Evoluzione demografica
Abitanti censiti

## Amministrazione

### Gemellaggi
- Andover
- Goch